# خوروزلو
خوروزلو (به لاتین: Xoruzlu) یک منطقه مسکونی در جمهوری آذربایجان است که در شهرستان ترتر واقع شده است. خوروزلو ۱۴۰۰ نفر جمعیت دارد.